# لاله‌زار، ناحیه جبار رسولف
لاله‌زار، ناحیه جبار رسولف (پیشتر کَیْرَگَچ یا قلعه‌چه) یک برون‌بوم در تاجیکستان است که در ولایت سغد واقع شده‌است. کَیْرَگَچ ۷۲۷ متر بالاتر از سطح دریا واقع شده‌است.